# 芝居
芝居（しばい）とは、劇場や演劇、あるいは演技のこと。
もともとは、猿楽等の芸能を寺社の境内で行った際、観客は芝生に座って鑑賞していたことから、見物席や観客を指して「芝居」と呼んでいた。これが徐々に能楽や舞踊等の諸芸を行う場所全体を指す言葉になり、そこで行われる芸能（特に演劇）や、演技の意味にまで転じた。「芝居を観る」という表現は現代でも非常に一般的で、商業的な演劇、歌舞伎やオペラ等、演技を含む舞台表現全般を劇場で鑑賞する場合に使われる。
詐欺行為やいたずらで人を騙すために演技することも「芝居」と呼ばれ、「ひと芝居打つ」等の表現がある。